# يوني موغ 404
يوني موغ 404، المعروف أيضًا باسم يوني موغ إس أو يوني موغ 404 إس، هي مركبة من سلسلة يوني موغ التي تنتجها شركة مرسيدس-بنز، صُنعت في مصنع يوني موغ في غاغناو بين عامي 1955 و1980. وسوقت تحت اسم يوني موغ يو 82 ولاحقًا يوني موغ يو 110. بلغ عدد الوحدات المنتجة من الطرازين 404.0 و404.1 نحو 64,242 مركبة، مما يجعل طراز 404 أكثر طرز يوني موغ إنتاجًا على الإطلاق.
وعلى عكس طراز يوني موغ 401، فإن الطراز 404 يُعد شاحنة صغيرة مخصصة للطرق الوعرة بقدرة 1.5 طن، وليس مركبة زراعية. وفي ألمانيا، كان يُستخدم بكثرة كمركبة عسكرية وسيارة إطفاء، إذ تم إنتاج نحو 36,000 مركبة يوني موغ 404 لصالح الجيش الألماني (البوندسفير).
تم تصنيع أول نموذج اختباري من يوني موغ 404 في عام 1953، وكان أصغر قليلًا من طراز الإنتاج المتسلسل، إذ بلغ عرض المسار فيه 1,600 ملم (63 إنشًا) وطول قاعدة العجلات 2,670 ملم (105 إنشًا). وفي عام 1954، تم إنتاج نموذجين أوليين للجيش الفرنسي، كما اشترى الجيش الفرنسي أول 1,100 مركبة من طراز الإنتاج التسلسلي.
ونظرًا لرفض الجيش الفرنسي وضع الإطار الاحتياطي في صندوق الحمولة الخلفي، لكونه يشغل مساحة مخصصة للجنود، قرر مهندسو دايملر-بنز تصميم يوني موغ 404 بهيكل منخفض الانحدار، بحيث يُمكن تركيب العجلة الاحتياطية أسفل الصندوق. كما أتاح هذا التصميم مزيدًا من المرونة الالتوائية، مما حسّن من قدرات المركبة على الطرق الوعرة. وقد أصبح هذا التصميم لاحقًا ميزة هيكلية رئيسية في طرز يوني موغ التالية.
عند طرحه في عام 1955، كان طراز يوني موغ 404.1 متاحًا بقاعدة عجلات طولها 2,700 ملم (106 إنشات)، ويعمل بمحرك بنزين من نوع إم 180 بقدرة 60 كيلوواط (80 حصانًا). وفي عام 1956، ظهر الطراز ذو قاعدة العجلات الأطول 2,900 ملم (114 إنشًا)، مع نفس المحرك. وقد بيعت كلا النسختين تحت اسم يوني موغ يو 82. أُوقِف إنتاج الطراز قصير قاعدة العجلات عام 1971، بينما استمر إنتاج الطراز الأطول حتى عام 1980.
بدءًا من عام 1971، تم طرح طراز يوني موغ 404.0، الذي بيع باسم يوني موغ يو 110، وكان مزودًا بكابينة طراز يوني موغ 406، ولاحقًا (مع الطراز 404.012) حصل على محرك إم 130. ومع ذلك، لم يُنتج من الطراز 404.0 سوى 1,791 مركبة. كما تم تصنيع 81 مركبة يوني موغ 404 مزودة بمحرك ديزل من نوع OM 615 (بقوة 44 كيلوواط أو 59 حصانًا) للسوق البرتغالية.